# Agrotis dentilinea
Agrotis dentilinea är en fjärilsart som beskrevs av Smith 1890. Agrotis dentilinea ingår i släktet Agrotis och familjen nattflyn. Inga underarter finns listade i Catalogue of Life.